# 卑南主山
卑南主山，位於臺灣臺東縣海端鄉利稻村、加拿村與高雄市桃源區寶山里之間，為台灣知名山峰，也是台灣百岳之一，排名第54。卑南主山高達3,293公尺，屬於中央山脈，卑南主山北邊連接小關山，為中央山脈南一段最南端。其特色為高大雄偉，在陡降至兩千公尺前的主峰，因此視線良好，擁有一等三角點。